# Z akt FBI
Z akt FBI (ang. FBI Files) – program emitowany przez Discovery Channel przedstawiający historie prawdziwych akcji i śledztw prowadzonych przez amerykańską agencję FBI. 
Opowiada głównie o przebiegu dochodzeń morderstw, poszukiwaniach czy obławach groźnych przestępców. Podczas oglądania serialu dowiadujemy się o tym, jak organizowane były akcje antyterrorystów, w jaki sposób śledczy dochodzili do rozwiązania kolejnej kryminalnej zagadki. Poznajemy też tajniki pracy techników kryminalnych, lekarzy sądowych i detektywów.
Program zawiera inscenizacje poszczególnych zdarzeń z udziałem aktorów.